# 80

## Evenimente
- Se inaugurează la Roma, Amfiteatrul Flaviilor, cunoscut mai apoi ca Colosseum.

## Nașteri
- dată necunoscută: Asvaghosa  (d. 150)

## Decese
- dată necunoscută: Filip (apostol)  (n. 5)
- dată necunoscută: Sfântul Matia  (n. ?)